# Gundakar Heinrich von Wurmbrand-Stuppach

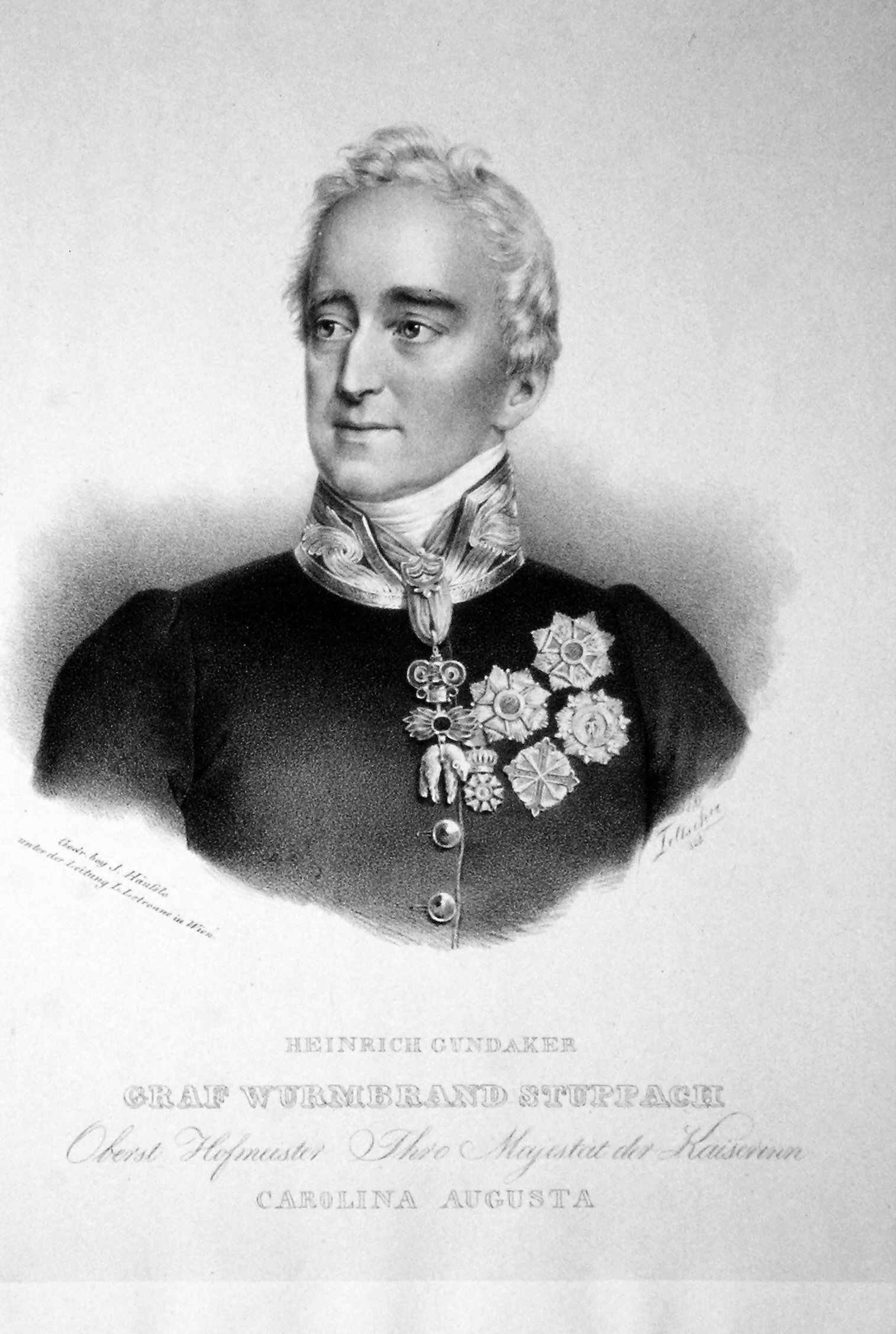
Gundakar Heinrich von Wurmbrand-Stuppach (1762–1847), Lithographie von Joseph Teltscher, 1828

Graf Gundakar Heinrich von Wurmbrand-Stuppach (* 30. Mai 1762; † 20. April 1847) war zuletzt Obersthofmeister bei der Kaiserin Carolina Augusta. Er war Besitzer der Herrschaften Steyersberg, Stickelsberg, Hochwolkersdorf und Aschau in Niederösterreich.
Seine Eltern waren der wirkliche geheime Rat Graf Gundakar Thomas von Wurmbrand-Stuppach (* 30. Dezember 1735; † 10. Mai 1791) und dessen Ehefrau Prinzessin Maria Antonia von Auersperg (* 30. September 1739; † 30. Juni 1816).
Er erbte 1791 das Majorat von seinem Vater und wurde 1796 erzbischöflich salzburgischer wirklicher geheimer Rat und Oberstkämmerer. Anschließend wurde er zum k. k. Oberst-Zeremonienmeister ernannt und zuletzt zum Obersthofmeister der Kaiserin.
Er wurde vom Kaiser 1810 mit dem Großkreuz des Leopoldordens ausgezeichnet sowie 1823 mit dem Orden vom Goldenen Vließ (Nr. 891). Darüber hinaus war er Träger weiterer ausländischer Orden.

## Familie
Wurmbrand heiratete am 2. März 1794 in Wien die Freiin Maria Anna Josepha Francisca Dominica Rosalia von Ledebur-Wicheln (* 4. September 1776; † 16. Juni 1800). Das Paar hatte mehrere Kinder:
- Maria Josepha Antonia Wilhelmina Francisca Victoria Gabriela (* 23. März 1795; † 13. Januar 1815)
- Franziska Sydonia Christiana (* 2. Januar 1797; † 7. Mai 1873) ⚭ 1824 Graf Ludwig Széchényi von Sárvár-Felsövidék (* 6. November 1781; † 6. Februar 1855), Eltern von Imre Széchényi
- Maria Wilhelmina Theresia Johanna Henrica Sidonia (* 24. Juni 1798; † 17. Dezember 1854) ⚭ 1827 Graf Ludwig Joseph Johann Nepomuk Franz de Paula Franz Salesius Vinzenz Ferrerius Fidel von Praschma (* 29. Juli 1790; † 18. August 1830)
- Maria Sidonia Clotilda Walburga Josepha Henrietta Antonia Carolina Christiana Francisca de Paula (* 2. Januar 1800; † 24. Dezember 1879) ⚭ 1827 Graf Anton von Fuchs zu Puchheim und Mitterberg (* 2. März 1786; † 4. April 1860)

Nach dem Tod seiner ersten Frau heiratete er am 7. April 1801 deren Schwester, die Freiin Maria Sidonia Elisabeth Christina Francisca de Paula Margaretha Theresia Antonia Catharina von Ledebur-Wicheln (* 12. Oktober 1774; † 28. April 1833). Das Paar hatte mehrere Kinder:
- Aloysia Franziska Josepha (* 18. Januar 1802; † 5. April 1870) ⚭ 1826 Graf Johann Otto Magnus Friedrich Ferdinand Franz Joseph von Fünfkirchen (* 19. März 1800; † 6. April 1872)
- Henrika [“Henriette”] Josepha Dorothea Maria (* 6. Februar 1803; † 28. März 1832)
- Ernst Heinrich Gundakar Kaspar Gregor Johann Nepomuk (* 12. März 1804; † 9. Dezember 1846) ⚭ 1834 Gräfin Rosa Teleki von Szék (* 18. Oktober 1818; † 30. Juni 1890)
- Heinrich Wilhelm Joseph Kaspar Thomas (* 10. Juli 1805; † 16. März 1806)
- Johann Baptist Wilhelm Simon Laurentius Justinian (* 5. September 1806; † 8. September 1884), politischer Aktivist ⚭ 1834 Gräfin Bertha von Nostitz-Rieneck (* 3. Januar 1816; † 8. September 1888)
- Ferdinand Heinrich August Kaspar Eduard Josef (* 15. Oktober 1807; † 26. Mai 1886), Generalmajor

⚭ 1833 Gräfin Aloysia Franziska de Paula Barbara Karolina Maria Széchényi von Sárvár-Felsövidék (* 21. August 1807; † 3. März 1842)
⚭ 1846 Gräfin Alexandrina Catharina Francisca Josepha Amadé de Várkony (* 9. Juli 1814; † 5. Dezember 1894)
- Heinrich Hieronymus Andreas Franz Salesius Joseph (* 30. September 1819; † 15. März 1877), Komtur des deutschen Ordens

Letztmals heiratete er am 2. Februar 1834 die Gräfin Maria Maximiliana Ferdinandina Josepha Seraphina Johanna Nepomucena von Wurmbrand (* 31. Januar 1770; † 13. Januar 1838), Witwe des Grafen Karl August von Seilern (* 6. März 1754; † 5. Mai 1806). Die Ehe blieb kinderlos.